# Het Goudblommeke in Papier

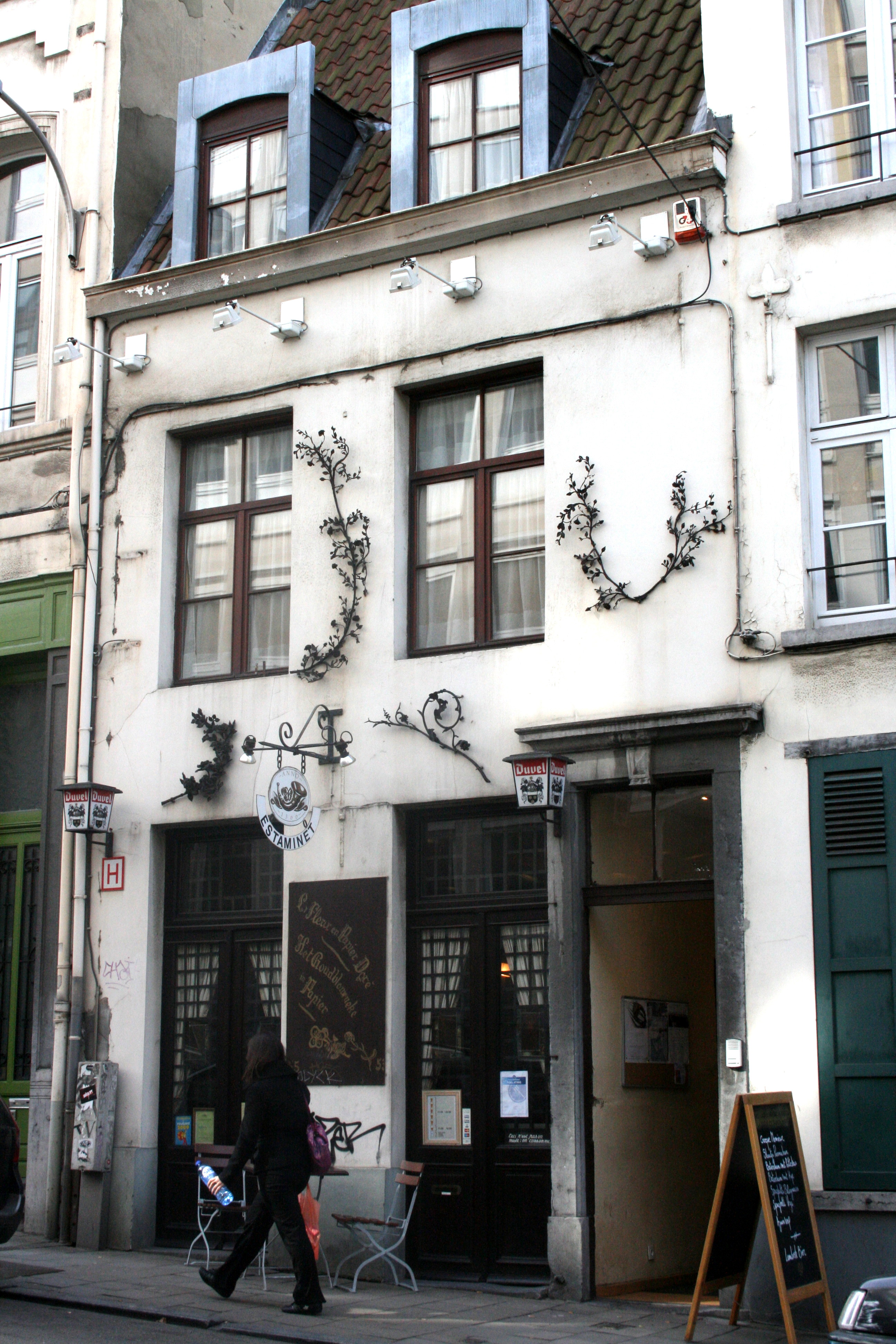
Het Goudblommeke, 2009

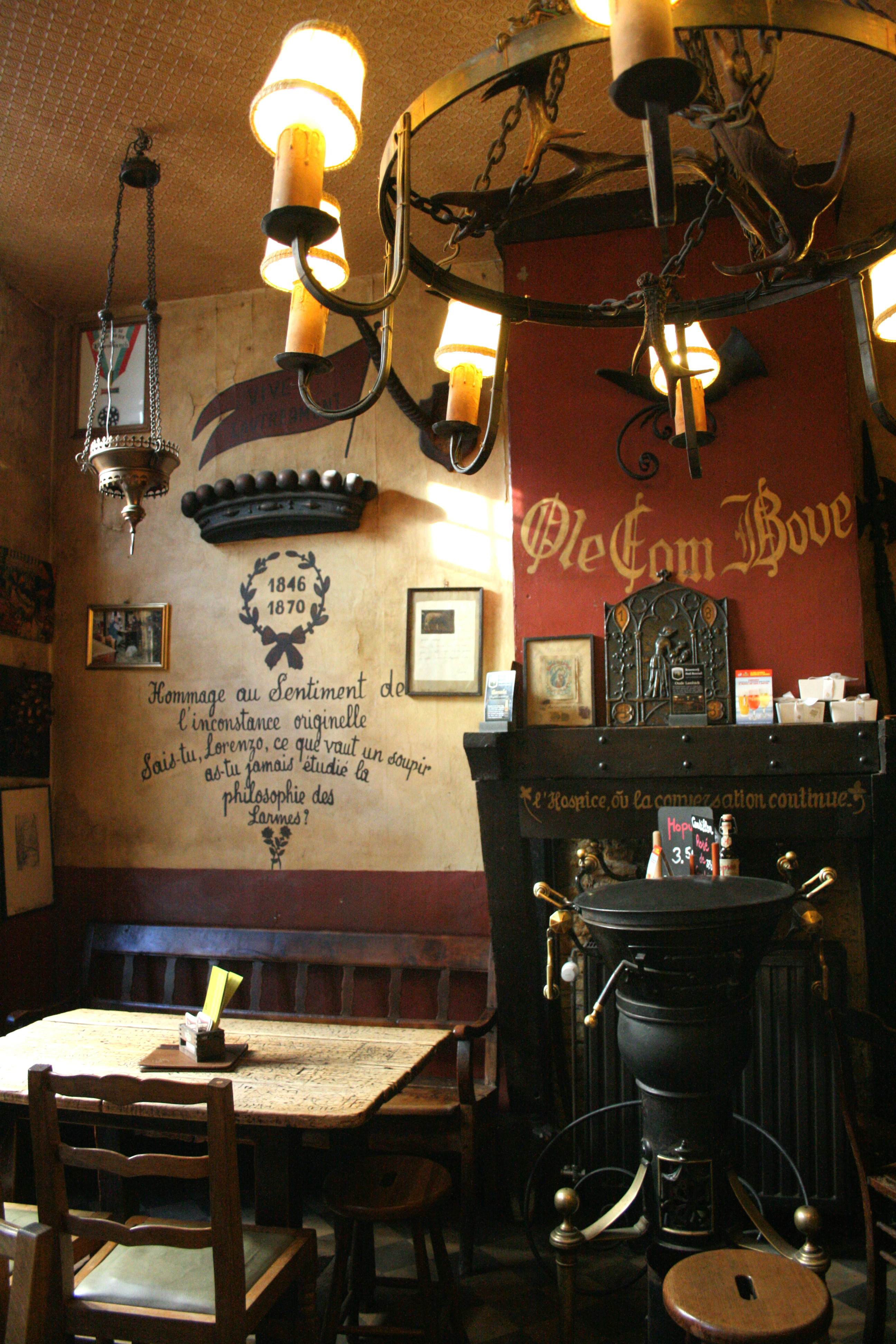
Interieur, met antieke stoof, 2009

Het Goudblommeke in Papier (Frans: La Fleur en Papier Doré) is een van de oudste en bekendste cafés in de Belgische hoofdstad Brussel. De drie gelagzalen en de gevel zijn sinds 1997 beschermd. Het café, gelegen aan de Cellebroersstraat, staat in de meeste toeristische gidsen over de stad.

## Geschiedenis
Het huis behoorde volgens een gedenkplaat in de gevel vanaf 1843 aan de Zusters van Liefde van Sint-Vincentius a Paolo; het was hun eerste Brusselse vestiging. Het pand was kort daarvoor gerestaureerd door Henri Partoes.
In oktober 1944 huurde de anarchistische dichter en galerijhouder Geert Van Bruaene (1891-1964) het pand van het OCMW van Brussel om er samen met zijn partner Marie-Jeanne Cleren een café te beginnen. Kunstenaars kwamen al over de vloer in het Café des Artistes, dat er voorheen was gevestigd. Onder Van Bruaene en Cleren werd het een ontmoetingsplek van de Brusselse surrealisten en later van de Cobra-beweging. Ook de redactievergaderingen van het kunsttijdschrift Tijd en Mens (met hoofdredacteur Jan Walravens) vonden er plaats. Van Bruaene rekende veel beroemde kunstenaars tot zijn klanten, onder wie René Magritte, Louis Paul Boon, E.L.T. Mesens, Pierre Alechinsky, Louis Scutenaire, Marcel Mariën, Irène Hamoir, Camille Goemans, Paul Colinet, Wout Hoeboer, Marc Eemans, Albert De Bontridder, Simon Vinkenoog en Hergé. Daarnaast hield Van Bruaene ook meerdere kunstgalerijen: Le Cabinet Maldoror gevestigd in het hotel Ravenstein, A la Vierge Poupine (samen met Paul van Ostaijen),  l'Agneau Moustique en Au Diable par le Queue zijn er slechts enkele.
Hugo Claus vierde in het Goudblommeke zijn eerste huwelijk met Elly Overzier (ook bekend als Elly Norden). Zij waren op 26 mei 1955 in Gent getrouwd en de bruiloft werd vijf dagen later gevierd in Het Goudblommeke in Papier in aanwezigheid van een vijftigtal vrienden, onder wie Jan Walravens, de schilders Roger Raveel, Albert Saverys, Karel Appel, Corneille, Jan Cox, Albert Bontridder, Maurice D'Haese, Simon Vinkenoog, Lucebert, Louis Paul Boon en enkele Parijse en Romeinse vrienden. Van Bruaene trad als parodiërende officier van de burgerlijke stand op, deed er de plechtigheid op het stadhuis over, geheel opgetuigd met een breed lint dat bijeengehouden werd met de tand van een olifant.
Ook na het overlijden van Van Bruaene in 1964 bleef het Goudblommeke een cultureel trefpunt. In 2006 ging het café failliet. Er werd gevreesd voor het voortbestaan, maar enkele bezorgde burgers (onder wie Koen De Visscher, Arnout Wouters en journalist Peter Lombaert) kregen het nodige geld bij elkaar om het café over te nemen en te renoveren. Zij stichtten samen met Jan Béghin, Paul Merckx, Danny Verbiest , Stef van den Bergh en Eric Meersman een coöperatieve vennootschap met beperkte aansprakelijkheid, die in 2014 al meer dan 140 coöperanten had. Het gebouw werd door het OCMW van Brussel verhuurd aan de coöperatieve. De muren, die bruin waren van de nicotine, werden bij de renovatie in 2007 gereinigd, maar om ze weer hun speciale patina te geven, werd de verf gemengd met lambiekbier. Op 15 september 2007, tijdens de Open Monumentendag, ging het historische café weer open. De officiële heropening met feestelijkheden was op 12 oktober.

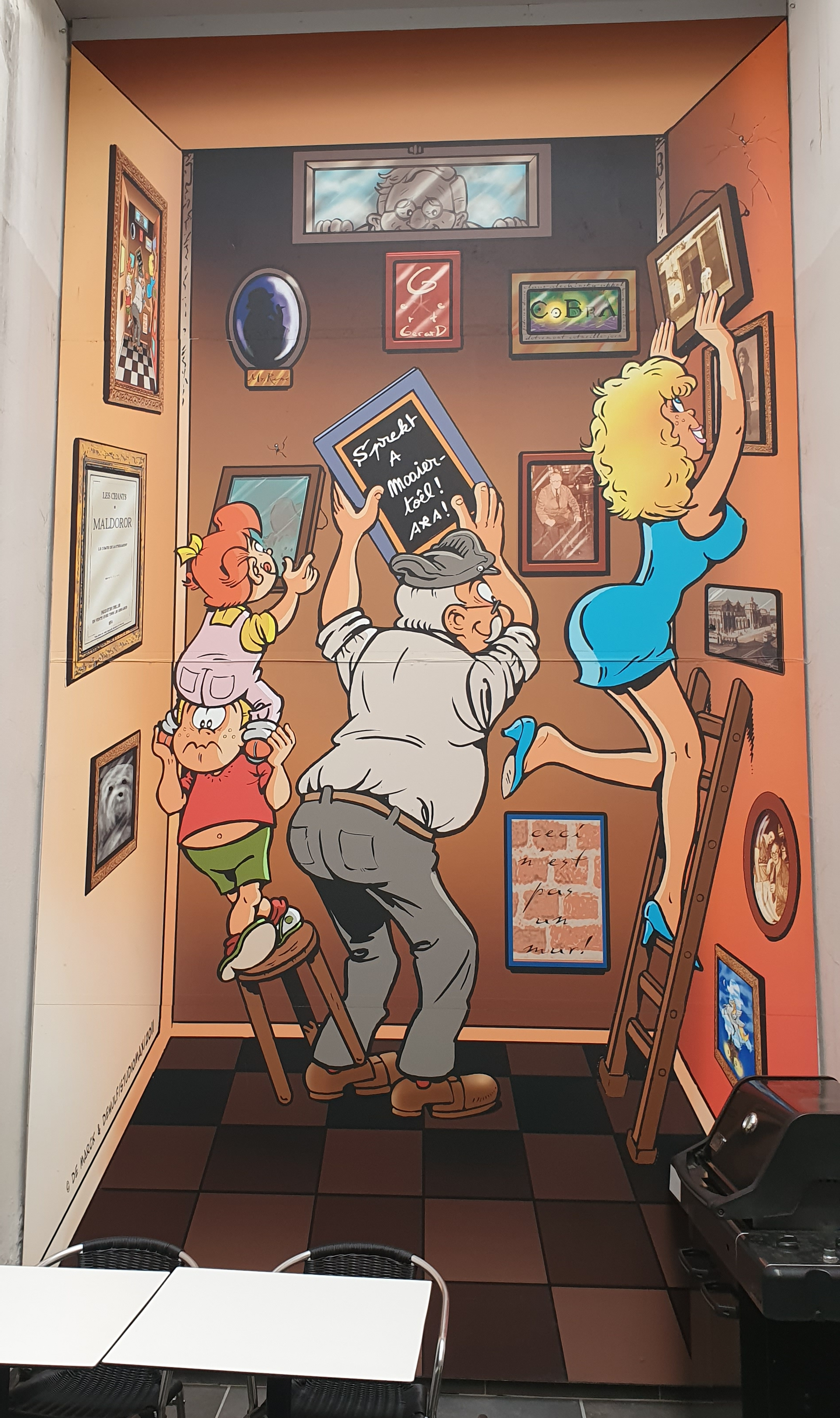
Stripmuur van Stam & Pilou in café "Goudblommeke in Papier".

In 2011 kreeg het café een stripmuur op het binnenterras achteraan. Daar prijkt een fresco van de Brusselse striptekenaars De Marck en De Wulf met de hoofdpersonages uit hun stripserie Stam en Pilou. Op het bord dat stripfiguur Opa Fons vasthoudt, staat 'Sprekt a mooiertoêl!' Dat is Brussels voor ‘Spreek je moedertaal’. Het is de enige stripmuur in Brussel die zich binnen een gebouw bevindt, waardoor hij alleen te bezichtigen is door klanten van het café tijdens de openingsuren.
Vanaf 2013 reikte de vzw Brusseleir! jaarlijks de eretitels ‘Brusseleir(s) van’t joêr’ en ‘Brusseleir vè’t Leive’ in het café uit.
Door de Coronapandemie ging de coöperatieve genootschap achter het kunstenaarscafé in 2022 failliet. De eigenaar, het OMCW van Brussel, zocht en vond een andere uitbater met Gilles Lantez, tevens eigenaar van Brasserie Verschueren in Sint-Gillis. In mei 2023 werd het Goudblommeke in Papier heropend. In januari 2025 werd het café door The European Bar Guide verkozen tot het beste café van Europa.